# Pump That Body
"Pump That Body" é o primeiro single do álbum Healing, lançado pelo cantor de freestyle Stevie B, em 1992. A canção conseguiu limitado sucesso, conseguindo entrar na parada musical de singles mais vendidos, no qual chegou a posição #15. No Canadá, a canção permaneu por apenas duas semanas na parada de música dance, e chegou a posição #6.

## Faixas
12"/CD Single
| N.º | Título                                  | Duração |  |
| 1.  | "Pump That Body" (Pump That 12")        | 6:24    |  |
| 2.  | "Pump That Body" (The Pumpin' Mix)      | 6:31    |  |
| 3.  | "Pump That Body" (The Hi-Tech Pump Mix) | 4:38    |  |
| 4.  | "Pump That Body" (Original Version)     | 4:01    |  |
| 5.  | "Pump That Body" (Jumpin' Pumpin' Dub)  | 5:03    |  |
| 6.  | "Pump That Body" (G.G.'s Hi-Tech Dub)   | 3:04    |  |

## Posições nas paradas musicais
| Parada musical (1992)                               | Melhor posição |
| --------------------------------------------------- | -------------- |
| Canadá - Canada RPM Dance/Urban                     | 6              |
| Estados Unidos - Hot Dance Music/Maxi-Singles Sales | 15             |